# 네 꿈을 펼쳐라
《네 꿈을 펼쳐라》는 대한민국의 교육 방송사인 EBS에서 1999년 3월 6일부터 2000년 2월 27일까지 방영한 청소년 드라마이다. 방송의 총 회차는 52화까지 하였다. 당시, 경쟁 청소년 드라마는 KBS 2TV에서 방영한 《학교 1》과 《학교 2》였다. 네 꿈을 펼쳐라는, 학교내에서 벌어지는 일진 문제와 입시 문제, 성적 고민, 교사의 체벌, 성희롱 문제 등을 다뤘다.

## 등장 인물

### 학생
- 김영현 - 강민우 역
- 주상욱 - 박건 역
- 이인혜 - 장유진 역
- 김진이 - 이정민 역
- 길수현 - 오영심 역
- 박지훈 - 백진표 역
- 이주현 - 박미선 역
- 유시영 - 황달수 역
- 김동준 - 김대찬 역
- 남궁민 - 임창우 역
- 박태성 - 우하룡 역
- 전선화 - 지성미 역
- 편기연 - 임두호 역
- 윤혜원 - 나도영 역
- 이영주 - 서지수 역
- 서동원 - 권석태 역
- 이지은 - 강지숙 역
- 민영성 - 강철우 역
- 주세환 - 이석영 역
- 강기화 - 민지원 역
- 장신애 - 이소라 역
- 육동일 - 민현규 역
- 이기호 - 장호태 역
- 김옥주 - 한혜진 역
- 전유경 - 오혜미 역
- 이세미 - 이영희 역
- 정승혜 - 진표 사촌동생 역
- 강소정

### 교사
- 주호성 - 학생주임교사 역
- 윤다훈 → 김승환 - 담임교사 역
- 김민희 → 최지나 - 수학교사 역
- 정태섭 - 교장 역
- 차기환 - 이선생 역
- 정선일 - 장선생 역
- 김홍석 - 한선생 역

### 부모
- 조재훈 - 건 아버지 역
- 이주경 - 건 새어머니 역
- 이상숙 - 유진 어머니 역
- 경인선 - 소라 어머니 역
- 남윤정 - 미선 어머니 역
- 이종남 - 정민 어머니 역
- 서영애 - 영심 어머니 역
- 전정희 - 호태 어머니 역
- 김원배 - 호태 아버지 역
- 장영주 - 혜미 어머니 역(15화 피아노소리 출연)
- 안소연 - 진표 어머니 역
- 이영후 - 혜진 아버지 역
- 김희진 - 혜진 어머니 역

### 게스트
- 전원주
- 조현숙 : 이수연 역
- 전인택 : 서동재 역
- 이원발 : 형사 역
- 양미경 : 이수연 역

### 보조출연
- 스타체크
- 액터버젼
- 세기탤런트예술원
- ZAP

## 삽입곡
- 박정수《구십구일의 사랑》
- 박정수《이별앞에서》
- 스토리 (김혜능)《미망 (未忘)》
- 모자이크《밤이 찾아오면》
- 박정현《다신 없겠죠?》
- 박정현《사랑보다 깊은상처 (Duet With 임재범)》

## 에피소드
| 회차   | 방송 일자  | 부제 (서브 타이틀)                | 극본   | 연출          | 비고                                                                         |
| ------ | ---------- | --------------------------------- | ------ | ------------- | ---------------------------------------------------------------------------- |
| 제1회  | 1999/03/06 | 우리에겐 비상구가 필요하다 (1, 2) | 박범수 | 이창용 한상호 |                                                                              |
| 제2회  | 1999/03/13 | 우리에겐 비상구가 필요하다 (1, 2) | 박범수 | 이창용 한상호 |                                                                              |
| 제3회  | 1999/03/20 | 질투                              | 박범수 | 이창용 한상호 |                                                                              |
| 제4회  | 1999/03/27 | 우상의 눈물                       | 박범수 | 이창용 한상호 |                                                                              |
| 제5회  | 1999/04/03 | 난 아무도 사랑하지 않는다         | 박범수 | 이창용 한상호 |                                                                              |
| 제6회  | 1999/04/10 | 벌점                              | 박범수 | 이창용 한상호 |                                                                              |
| 제7회  | 1999/04/17 | 스캔들                            | 박범수 | 이창용 한상호 |                                                                              |
| 제8회  | 1999/04/25 | 싸이코                            | 박범수 | 이창용 한상호 | 방송 시간대가 토요일 오후 6시 25분에서, 일요일 오후 4시 25분으로 변경되었다. |
| 제9회  | 1999/05/02 | 희망 사항                         | 박범수 | 이창용 한상호 |                                                                              |
| 제10회 | 1999/05/09 | 편지 한 장                        | 박범수 | 이창용 한상호 |                                                                              |
| 제11회 | 1999/05/16 | 돌아온 선생님                     | 박범수 | 이창용 한상호 |                                                                              |
| 제12회 | 1999/05/23 | 마지막 공연을 너와 함께           | 박범수 | 이창용 한상호 |                                                                              |
| 제13회 | 1999/05/30 | 후배들의 반란                     | 박범수 | 이창용 한상호 |                                                                              |
| 제14회 | 1999/06/06 | 누명                              | 박범수 | 이창용 한상호 |                                                                              |
| 제15회 | 1999/06/13 | 피아노 소리                       | 박범수 | 이창용 한상호 |                                                                              |
| 제16회 | 1999/06/20 | 슬픈 열대                         | 박범수 | 이창용 한상호 |                                                                              |
| 제17회 | 1999/06/26 | 교문 밖에서                       | 박범수 | 이창용 한상호 |                                                                              |
| 제18회 | 1999/07/04 | 누군가를 사랑한다면               | 박범수 | 이창용 한상호 |                                                                              |
| 제19회 | 1999/07/11 | 바른 생활 사나이                  | 박범수 | 이창용 한상호 |                                                                              |
| 제20회 | 1999/07/18 | 꼴찌에게 뭔가 특별한 것이 있다?   | 박범수 | 이창용 한상호 |                                                                              |
| 제21회 | 1999/07/25 | 모래무지                          | 박범수 | 이창용 한상호 |                                                                              |
| 제22회 | 1999/08/01 | 공포의 여행                       | 박범수 | 이창용 한상호 |                                                                              |
| 제23회 | 1999/08/08 | 피서지에서 생긴 일                | 박범수 | 이창용 한상호 |                                                                              |
| 제24회 | 1999/08/15 | 내가 가야 할 길                   | 박범수 | 이창용 한상호 |                                                                              |
| 제25회 | 1999/08/22 | 그날의 기억                       | 박범수 | 이창용 한상호 |                                                                              |
| 제26회 | 1999/08/29 | 아주 특별한 선물                  | 박범수 | 이창용 한송희 |                                                                              |
| 제27회 | 1999/09/05 | 컴플렉스                          | 박범수 | 이창용 한송희 |                                                                              |
| 제28회 | 1999/09/12 | 폭력이란 이름으로                 | 박범수 | 이창용 한송희 |                                                                              |
| 제29회 | 1999/09/19 | 친구에게 애인이 생겼어요          | 박범수 | 이창용 한송희 |                                                                              |
| 제30회 | 1999/09/26 | 아름다운 18세                     | 박범수 | 이창용 한송희 |                                                                              |
| 제31회 | 1999/10/03 | 이 보다 더 좋을 순 없다           | 박범수 | 이창용 한송희 |                                                                              |
| 제32회 | 1999/10/10 | 벽 (1, 2)                         | 박범수 | 이창용 한송희 |                                                                              |
| 제33회 | 1999/10/17 | 벽 (1, 2)                         | 박범수 | 이창용 한송희 |                                                                              |
| 제34회 | 1999/10/24 | 돈                                | 박범수 | 이창용 한송희 |                                                                              |
| 제35회 | 1999/10/31 | 오디션                            | 박범수 | 이창용 한송희 |                                                                              |
| 제36회 | 1999/11/07 | 소중한 만남                       | 박범수 | 이창용 한송희 |                                                                              |
| 제37회 | 1999/11/14 | 착한 사람                         | 박범수 | 이창용 한송희 |                                                                              |
| 제38회 | 1999/11/21 | 슬픈 인연                         | 박범수 | 이창용 한송희 |                                                                              |
| 제39회 | 1999/11/28 | 짱                                | 박범수 | 이창용 한송희 |                                                                              |
| 제40회 | 1999/12/05 | 증언                              | 박범수 | 이창용 한송희 |                                                                              |
| 제41회 | 1999/12/12 | 보이지 않는 사랑                  | 박범수 | 이창용 한송희 |                                                                              |
| 제42회 | 1999/12/19 | 아름다운 청년                     | 박범수 | 이창용 한송희 |                                                                              |
| 제43회 | 1999/12/26 | 두 번째 이별                      | 박범수 | 이창용 한송희 |                                                                              |
| 제44회 | 2000/01/02 | 그들에게 무슨 일이 생겼나?        | 박범수 | 이창용 한송희 |                                                                              |
| 제45회 | 2000/01/09 | 난 행복해                         | 박범수 | 이창용 한송희 |                                                                              |
| 제46회 | 2000/01/16 | 텔레비전                          | 박범수 | 이창용 한송희 |                                                                              |
| 제47회 | 2000/01/23 | 아주 특별한 여행 (1, 2)           | 박범수 | 이창용        |                                                                              |
| 제48회 | 2000/01/30 | 아주 특별한 여행 (1, 2)           | 박범수 | 이창용 한송희 |                                                                              |
| 제49회 | 2000/02/06 | 학생부에 가고 싶다?               | 박범수 | 이창용 한송희 |                                                                              |
| 제50회 | 2000/02/13 | 그 날을 위해                      | 박범수 | 이창용 한송희 |                                                                              |
| 제51회 | 2000/02/20 | 아름다운 시절 (1, 2) (최종회)     | 박범수 | 이창용 한송희 |                                                                              |
| 제52회 | 2000/02/27 | 아름다운 시절 (1, 2) (최종회)     | 박범수 | 이창용 한송희 |                                                                              |

## 경쟁 프로그램
- KBS 월화미니시리즈《학교 1》
- KBS 청소년 드라마《학교 2》

## 학교 배경
- 1회~34회 서울선희학교
- 35회~52회 고양종합고등학교